# Freizeitpark Widau
Het Freizeitpark Widau is een voetbalstadion in de Liechtensteinse gemeente Ruggell. Het stadion heeft een capaciteit van 500 mensen en is het thuisstadion van FC Ruggell.